# Apeadeiro de Hospital de São João
O Apeadeiro de Hospital de São João é uma interface ferroviária da Linha de Leixões, que serve a localidade de  São Mamede de Infesta, no Município de Matosinhos, em Portugal. 

## Caracterização

### Localização e acessos
Esta interface tem acesso pela Rua Bouça da Cavadinha e fica a cerca de 300 metros de distância do hospital homónimo.

### Infraestrutura
No Directório da Rede 2026, o Apeadeiro de Hospital de São João possuí uma via de única de circulação, com uma plataforma de 70 metros de extensão e 76 metros de altura. O edifício de passageiros situa-se do lado sul da via (lado esquerdo do sentido ascendente, a Leça do Balio).

## História
A construção do Apeadeiro de Hospital de São João e Apeadeiro de Arroteia era prevista na segunda fase do primeiro relançamento do serviço ferroviário de passageiros na Linha de Leixões em Setembro de 2009. Porém, devido à baixa procura o serviço terminou em 1 de Fevereiro de 2011 sendo a construção dos apeadeiros nunca realizado.
A sua abertura, assim como o retorno do serviço de passageiros na Linha de Leixões até à Estação de Leça do Balio, ocorreu a 9 de fevereiro de 2025.